# William Moreno
William Alberto Moreno Chuc (ur. 17 kwietnia 1998) – gwatemalski zapaśnik walczący w obu stylach. Brązowy medalista igrzysk Ameryki Środkowej w 2017. Wicemistrz panamerykański juniorów w 2017 i trzeci w 2016 roku.